# Melisa Aslı Pamuk
Melisa Aslı Pamuk (Haarlem, 14 aprile 1991) è un'attrice e modella olandese naturalizzata turca, eletta Miss Turchia 2011.
È nota soprattutto per il ruolo di Asu Alacahan in Endless Love (Kara Sevda), una delle serie turche di maggior successo, venduta in più di 110 paesi e l'unica vincitrice dell'International Emmy Award nel 2017.

## Biografia
Nata nel 1991 ad Haarlem (Paesi Bassi), Melisa Aslı Pamuk proviene da una famiglia originaria della città turca di Alessandretta, in provincia di Hatay, capoluogo di Antiochia. Parla fluentemente il turco, l'inglese, l'olandese, il tedesco e il francese.
All'età di tredici anni ha iniziato a lavorare come modella. Nel 2009, prima della sua partecipazione al concorso di bellezza Miss Turchia, era stata nominata come Miglior promessa per la miglior modella della Turchia in quanto studentessa del dipartimento di psicologia dell'Università di Amsterdam, ma ha deciso di abbandonare gli studi per perseguire la sua carriera di modella.
Nel 2011 ha gareggiato fra le venti finaliste del concorso Miss Turchia, che si è tenuto a Istanbul il 2 giugno 2011 e dove è stata incoronata vincitrice, ottenendo quindi il diritto di rappresentare la Turchia a Miss Universo 2011, che si è tenuto a San Paolo, in Brasile il 12 settembre. Dopo aver seguito lezioni di recitazione presso l'istituto privato Sadri Alisik Cultural Center, dal 2013 lavora stabilmente nel mondo della recitazione.
Dal 2010 al 2013 ha fatto il suo esordio come attrice nella serie Yer Gök Ask e dal 2015 al 2017 ha riscosso successo grazie al ruolo di Asu Alachan nella serie Endless Love (Kara Sevda).

## Vita privata
Nel maggio del 2024 è convolata a nozze a Parigi con il calciatore turco Yusuf Yazıcı. Il 29 gennaio 2025 è nato ad Atene il primo figlio della coppia, Mylan.

## Filmografia

### Cinema
- G.D.O. Kara Kedi, regia di Murat Aslan (2013)
- Karanlık Şehir Hikayeleri: Kilit, regia di Mert Baykal (2021)
- Kilit, regia di Adil Oguz Valizade (2021)
- Garip Bülbül Neşet Ertaş, regia di Ömer Faruk Sorak e Berker Berki (2023)
- Kadınlara Mahsus, regia di Serdar Akar (2023)
- Cem Karaca'nin Gözyaslari, regia di Yüksel Aksu (2024)
- In buone mani 2 (Sen Büyümeye Bak), regia di Ketche (2024)
- Red Dress Massacre, regia di Rob Stats (2024)
- Scotoe, regia di Jamel Aattache, Mohammed Chaara e Sinan Eroglu (2024)

### Televisione
- Yer Gök Aşk – serie TV, 35 episodi (Fox, 2010-2013)
- Lale Devri – serie TV (Fox, 2013)
- La ragazza e l'ufficiale (Kurt Seyit ve Şura)  – serie TV, 20 episodi (Star TV, 2014)
- Her Sevda Bir Veda – serie TV (Show TV, 2014)
- Ulan İstanbul – serie TV, 4 episodi (Kanal D, 2014-2015)
- Asla Vazgeçmem – serie TV (Show TV, 2015)
- Endless Love (Kara Sevda) – serie TV, 69 episodi (Star TV, 2015-2017)
- Çarpışma – serie TV, 24 episodi (Show TV, 2018-2019)
- Yeni Hayat – serie TV, 9 episodi (Kanal D, 2020)
- Kırmızı Oda – serie TV, 6 episodi (TV8, 2021)
- Hay Sultan – serie TV, 10 episodi (tabii, 2021)
- Dreams and Realities - La forza dei sogni (Hayaller ve Hayatlar)  – serie TV, 26 episodi (beIN CONNECT, 2022)
- EGO – serie TV, 13 episodi (Fox, 2023)

### Cortometraggi
- Dat zit wel snor, regia di Tamara Miranda (2004)
- She Wax, regia di Paula Haifley (2024)

## Doppiatrici italiane
Nelle versioni in italiano dei suoi film e delle sue serie TV, Melisa Aslı Pamuk è stata doppiata da:
- Sara Torresan[23] ne La ragazza e l'ufficiale,[24] in Endless Love[25]
- Rossa Caputo[26] in Dreams and Realities - La forza dei sogni[27]
- Eleonora Reti[28] in In buone mani 2[29]

## Riconoscimenti
- Ayakli Gazete TV Stars Awards
  - 2017: Vincitrice come Miglior attrice non protagonista per la serie Endless Love (Kara Sevda)
  - 2021: Candidata come Miglior attrice in un film per Kilit
- Pantene Golden Butterfly Awards
  - 2016: Vincitrice come Stella nascente con Simge Sağın e Dilan Çiçek Deniz[30][31]
- Turkey Youth Awards
  - 2019: Candidata come Miglior attrice televisiva non protagonista per la serie Çarpışma